# Survivre avec les loups (film)
Cet article concerne le film. Pour le roman original, voir Survivre avec les loups (roman).
Pour plus de détails, voir Fiche technique et Distribution.
Survivre avec les loups est un film franco-belgo-allemand réalisé par Véra Belmont, sorti en 2007.
Le film est adapté du roman éponyme, prétendument autobiographique de Misha Defonseca. En effet, en février 2008, peu après la sortie du film et à la suite d’une polémique relayée par Internet et la presse belge, l’auteure a été obligée de reconnaître que son récit n’était pas autobiographique comme elle l’avait longtemps prétendu, mais était une histoire inventée.
Le film a accumulé plus de 540 000 entrées en France.

## Synopsis
Misha, une petite fille juive de 8 ans, parcourt l'Europe nazie à la recherche de ses parents. Son père et sa mère viennent d'être déportés. Elle ne sait qu'une seule chose : ils sont à l'est. À l'aide d'une simple petite boussole, elle quitte sa Belgique natale et rejoint l'Ukraine à pieds, traversant l'Allemagne et la Pologne, dans l'espoir de les retrouver. Pour survivre, elle vole de la nourriture et des vêtements, évite les hommes et leur violence, et intègre une meute de loups.

## Fiche technique
Sauf indication contraire, les informations mentionnées dans cette section peuvent être confirmées par la base de données cinématographiques IMDb,  présente dans la section « Liens externes ».
- Titre original : Survivre avec les loups
- Réalisation : Véra Belmont
- Scénario, adaptation et dialogue : Véra Belmont, d'après le roman éponyme de Misha Defonseca avec la collaboration de Gérard Mordillat
- Musique : Émilie Simon
- Direction artistique : Frédéric Delrue
- Décors : Anette Reuther et Aurélien Geneix
- Costumes : Mahemiti Deregnaucourt et Suzanne Van Well
- Photographie : Pierre Cottereau
- Son : Henri Morelle, Xavier Piroelle, Thomas Gauder
- Montage : Martine Giordano
- Production : Véra Belmont
  - Coproduction : Serge Hayat, Hubert Toint, Jeremy Burdek, Nadia Khamlichi, Jean-Jacques Neira, Adrian Politowski et Daniel Zuta
  - Production associée : Jean-François Geneix et Thierry Potok
- Sociétés de production[2] :
  - France : Stéphan Films, Les Aventuriers de l'Image et XO Productions, avec la participation de Canal+, Ciné Cinéma et la Communauté Urbaine de Strasbourg, avec le soutien de la Région Alsace et la Région Franche-Comté
  - Belgique : Saga Film, en association avec Motion Investment Group, avec le soutien de la Tax shelter du Gouvernement Fédéral Belge
  - Allemagne : en association avec Dalka - Zuta Filmproduktion et Wild Bunch
- Sociétés de distribution[3] : Bac Films Distribution (France) ; Vertigo Films Distribution (ex-Victory) (Belgique) ; Frenetic Films (suisse romande)
- Budget : 5 846 744 €[4]
- Pays de production :  France,  Belgique,  Allemagne
- Langues originales : français, allemand, polonais, russe
- Format[5] : couleur - 35 mm - 2,35:1 (Cinémascope) - son Dolby Digital
- Genre : drame
- Durée : 118 minutes
- Dates de sortie[6] :
  - Belgique : 17 novembre 2007 (Festival du Film Européen de Virton) ; 21 novembre 2007 (sortie nationale)[7]
  - France, Suisse romande : 16 janvier 2008[8]
- Classification[9] :
  - France : tous publics (conseillé à partir de 10 ans)[10],[11]
  - Belgique : tous publics (Alle Leeftijden)[7]
  - Suisse romande : interdit aux moins de 12 ans[12]

## Distribution
- Mathilde Goffart : Misha Defonseca
- Yaël Abecassis : Gerusha
- Guy Bedos : Ernest
- Michèle Bernier : Marthe
- Benno Fürmann : Reuven
- Anne-Marie Philipe : Mme Valle
- Franck de La Personne : M. Valle
- Marie Kremer : Janine
- Eléna Brézillon : une écolière
- Bert Tischendorf : Misha, un soldat yougoslave
- Paul Emile Petre : Léopold
- Georges Siatidis : le médecin

## Accueil

### Accueil critique
Le film a été globalement bien accueilli par la critique. Le Figaro parle d'une « incroyable histoire vraie ». Jean-Luc Douin du Monde évoque une histoire « authentique », une héroïne qui « se nourrit de vers de terre et de chairs sanguinolentes en compagnie d'une meute de loups », une épopée aux « accents les plus poignants ». Exception parmi ces louanges, Benoît Smith critique de « tristes schémas préconçus pour la vulgarisation au grand public », le « simplisme » et un « cinéma désespérément informe ».

## Distinctions
- Festival du Film de Calabre (Calabria Film Festival) 2009 :
  - Prix de la meilleure actrice pour Mathilde Goffart[17],
  - Prix du meilleur film [réf. souhaitée].

## Autour du film
- L'histoire a été présentée comme autobiographique jusqu'en février 2008, date à laquelle Misha Defonseca a reconnu s'appeler « Monique De Wael » et avoir inventé son récit[18],[19].